# Lefká Óri
Pour les articles homonymes, voir Montagnes Blanches et Léfka.
 (mars 2024).
Si vous disposez d'ouvrages ou d'articles de référence ou si vous connaissez des sites web de qualité traitant du thème abordé ici, merci de compléter l'article en donnant les références utiles à sa vérifiabilité et en les liant à la section « Notes et références ».
Les Lefká Óri ou montagnes Blanches (en grec : Λευκά Όρη) sont une chaîne montagneuse de Crète, située dans l'ouest de l'île dans les districts régionaux de La Canée et de Réthymnon.

## Géographie

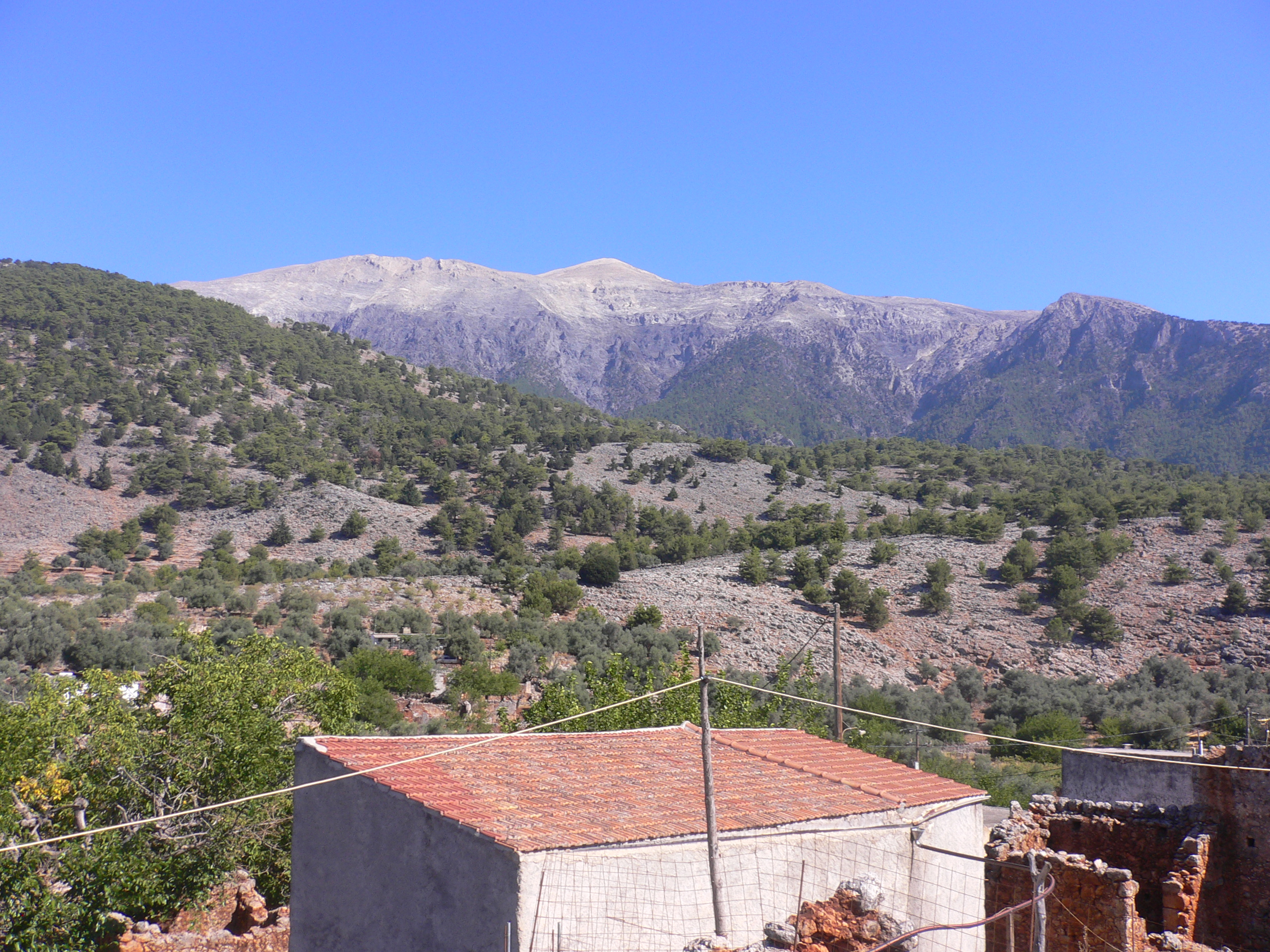
Vue du versant méridional des Lefká Óri.

Le point culminant des Lefká Óri est le mont Pachnès (2 453 m). Il s'agit du deuxième plus haut sommet de la Crète, derrière le mont Ida, qui ne le dépasse que de trois mètres en altitude. Une trentaine de sommets dépassent les 2 000 mètres. Le sud du massif est entaillé par de profondes gorges très spectaculaires débouchant sur la mer. Elles sont toutes d'origine tectonique. Il s'agit en fait de failles nées de la collision de la plaque africaine avec la plaque eurasienne. D'ouest en est se succèdent les gorges de Samaria, les gorges d'Aradéna et les gorges d'Imbros. Les plus connues sont les gorges de Samaria, partant du plateau d'Omalós, un plateau d'altitude entouré de montagnes, et situé à environ 1 100 mètres d'altitude.
Le nom de Montagnes blanches vient de la composition de ce massif fait principalement de calcaire, de granite et de dolomie, donnant à la roche un aspect particulièrement blanc, en particulier à l'approche des sommets lorsque ceux-ci sont dépourvus de végétation. Les plus hauts sommets sont également recouverts de neige jusqu'au printemps, rajoutant une idée de blancheur au massif.
En raison de leur relief accidenté ces montagnes sont très mal desservies par le réseau routier. Deux routes seulement permettent de se rendre dans le massif : la route d’Omalós à l'ouest qui aboutit à l'entrée des gorges de Samaria et la route de Chóra Sfakíon à l'est qui grimpe depuis la mer jusqu'au village d'Anopoli en décrivant de larges lacets. Aucune route n'existe dans le sud du massif et un service de transport maritime assure les liaisons entre les petits ports côtiers.
Les cimes au-dessus de 2 000 m d'altitude sont complètement dépourvues de végétation et offrent un paysage lunaire. Il s'agit d'un désert d'altitude unique en son genre en Europe. La végétation ne peut y prospérer en raison de la nature du sol, l'eau s'infiltrant immédiatement dans celui-ci.
Ces montagnes abritent une abondante faune et flore sauvage. On y trouve notamment encore les dernières chèvres sauvages de Crète appelées communément Kri Kri.

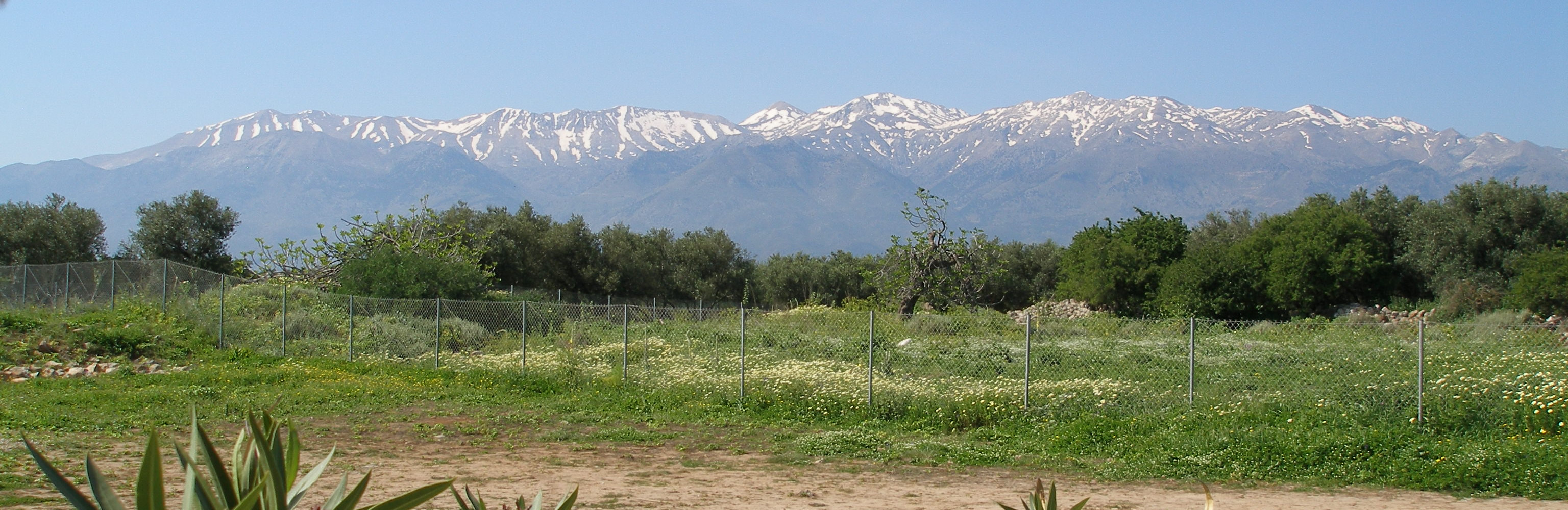
Vue du versant septentrional des Lefká Óri.

## Histoire
Ces montagnes ont toujours servi, en raison de leur inaccessibilité, de refuge à la résistance crétoise face aux occupants successifs de l'île. Ceux-ci se repliaient notamment dans les étroites gorges du massif qui offraient des facilités pour se défendre face aux assaillants. Les habitants de la région se vantent d'ailleurs d'être les seuls à ne pas s'être soumis aux Vénitiens, aux Ottomans et aux Allemands.